# Tush (ZZ Top)
Tush è un singolo del gruppo musicale statunitense ZZ Top, pubblicato nel 1975 come secondo estratto dal quarto album in studio Fandango!.

## Successo commerciale
Il singolo ottenne successo negli Stati Uniti.

## Cover
Vari artisti internazionali hanno realizzato una cover del brano tra cui i Nazareth nel 1981.